# (5321) Jagras
(5321) Jagras es un asteroide perteneciente al cinturón de asteroides, descubierto el 14 de noviembre de 1985 por Poul Jensen, y sus compañeros astrónomos Karl Augustesen y Hans Jørn Fogh Olsen desde el Observatorio Brorfelde, Holbæk, Dinamarca.

## Designación y nombre
Designado provisionalmente como 1985 VN. Fue nombrado Jagras en honor a Jakob Grove Rasmussen, prometido de la hija de Hans Jørn Fogh Olsen, graduado en Astronomía en el Observatorio de Copenhague.

## Características orbitales
Jagras está situado a una distancia media del Sol de 2,581 ua, pudiendo alejarse hasta 3,149 ua y acercarse hasta 2,014 ua. Su excentricidad es 0,219 y la inclinación orbital 13,62 grados. Emplea 1515,21 días en completar una órbita alrededor del Sol.

## Características físicas
La magnitud absoluta de Jagras es 12,6. Tiene 7,098 km de diámetro y su albedo se estima en 5321. 